# Сетумаа

Прапор Сетумаа

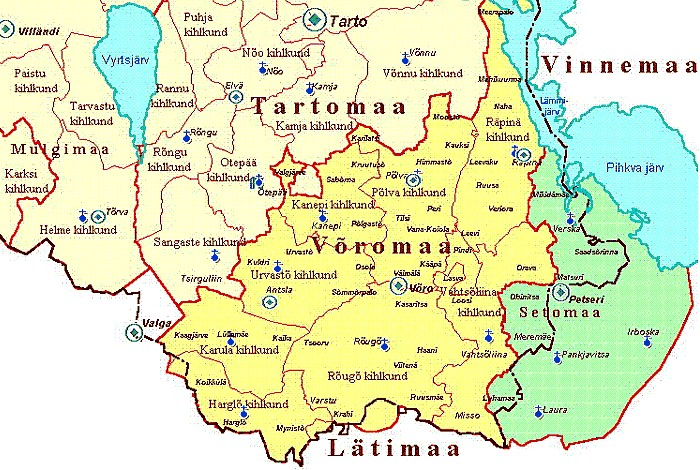
Карта Сетумаа (зелений колір)

Сетумаа (англ. Setomaa, ест. Setumaa) — історична область проживання народу сету, в буквальному перекладі «земля сету». Розділена адміністративно на дві частини: одна частина знаходиться в Естонії (в повітах Пилвамаа та Вирумаа), друга — в Печорському районі Псковської області на території Російської Федерації.
За Тартуським мирним договором між Естонією і Радянською Росією від 2 лютого 1920 р., весь Печорський край (західна частина Псковського повіту) відійшов до Естонії. З Сетумаа утворили повіт під назвою Петсерімаа (Печорський повіт), а повітовим центром стали Печори (ест. Petseri).
23 серпня 1944 р. було створено Псковську область. 16 січня 1945 р. указом Президії Верховної Ради РРФСР до неї увійшов Печорський район, організований із 8 волостей і міста Печори, що входили раніше до складу Естонії. Кордон між РРФСР і Естонською РСР розділив Сетумаа навпіл.